# Cartaletis natalensis
Cartaletis natalensis là một loài bướm đêm trong họ Geometridae.